# Sterke verhalen (film)
Sterke verhalen is een Nederlandse film uit 2010 die is geschreven en geregisseerd door Kees van Nieuwkerk en Teddy Cherim.

## Verhaal
Op een regenachtige avond vertelt een jongeman (Matthijs van de Sande Bakhuyzen) zijn vrienden over een verhaal dat afgelopen zomer plaatsvond: vlak na zijn eindexamen verhuisde Dennis van der Moolen (Achmed Akkabi) van het boerse plattelandsdorp Overgier naar de grote stad Amsterdam. Tijdens het krijgen van richtingaanwijzingen naar zijn nieuwe woning leerde hij de aantrekkelijke Sanne (Sallie Harmsen) kennen, die hem uitnodigde voor het exclusieve feest van drugsdealer Mario (Géza Weisz) en zelfverzekerde vrouwenverslinder Marlon (Manuel Broekman). Hoewel hij geen goede indruk wist te maken, kreeg hij een exclusieve sleutel voor het feest, omdat Marlon dringend geld nodig had om Achie (Yahya Gaier) 3000 euro te betalen, een man aan wie hij geld had vergokt tijdens het spelen van Kolonisten van Catan.
Sanne was zich er niet van bewust dat haar relatie met Marlon beperkt was tot een onenightstand, en liet zich overtuigen om zijn feest te promoten in de stad. Dit deed ze enigszins met tegenzin, aangezien ze liever haar tijd doorbracht met haar beste vriendinnen Iris (Isis Cabolet) en Lotte (Gwen Pol), een diskjockey. Iris was onlangs bedrogen door haar vriend Peter (Parcival Tiemessen) en Lotte had mannen afgezworen toen ze werd betrapt door de moeder (Chrisje Comvalius) van een jongen (Sergio IJssel) met wie ze seks had. Om alle drama te vergeten, voerden de meiden zich dronken en gingen vervolgens uit op een hotelavontuur. Ondertussen werd Dennis ontgroend door Mario en Marlon. Sinds een drugstrip verlangden zij naar de aanwezigheid van een pinguïn, en dankzij Dennis' welwillendheid om tot een groep te horen, waren zij in staat om, in een dronken bui, er een te stelen uit de dierentuin Artis.
De volgende morgen werd Dennis met een kater wakker en poogde hij zonder succes de pinguïn terug te brengen naar Artis. Sanne werd via Mario en Marlon op hoogte gesteld van zijn actie en gaf Dennis uit sympathie drie sleutels voor het exclusieve feest. In ruil daarvoor mocht hij aan niemand vertellen dat hij de pinguïndief was en moest hij het beest zo snel mogelijk terugbrengen naar de dierentuin. Echter, door middel van een leugen van Marlon, geloofde Dennis dat Sanne bij nader inzien er geen moeite had als de pinguïn een verschijning zou maken op het feest.
Op de avond van het feest liep vrijwel alles uit de hand: Peter nam wraak op Iris - die hem voor schut zette bij zijn voetbalvrienden voor zijn overspel - door een seksvideo van haar te tonen via een projector. Daarnaast werd Mario door verscheidene vrouwen afgewezen en zocht troost in cocaïne. Bovendien liet Achie - die eerder in zijn voet werd geschoten door Mario - van zich horen om zijn geld op te halen. Ten slotte arriveerde de politie ter plekke om de pinguïndief te arresteren. Marlon wilde vertrekken met Sanne, maar zij dumpte hem om Dennis te helpen. Uiteindelijk werd Marlon in elkaar geslagen door Achie en zijn maten, en bracht Dennis de nacht door in de cel, waarna hij werd vrijgelaten door gebrek aan bewijs van de politie.
Aan het einde wordt bekendgemaakt dat de verteller zelf Dennis is. De kijker leert dat Sanne haar contact met Marlon brak en sinds de avond van het feest een relatie met Dennis heeft.

## Rolbezetting

### Hoofdpersonen
- Achmed Akkabi als Dennis van der Moolen
- Sallie Harmsen als Sanne
- Manuel Broekman als Marlon Broekman
- Géza Weisz als Mario
- Isis Cabolet als Iris
- Gwen Pol als Lotte
- Matthijs van de Sande Bakhuyzen als Verteller (Dennis)
- Chloë Leenheer als Rosa
- Leendert de Ridder als Jonathan
- Parcival Tiemessen als Peter de Bruijn
- Jan Hulst als Tatta, buurman van Dennis
- Omar Dahmani als Nigga, buurman van Dennis
- Yahya Gaier als Achie

### Bijrollen
- Halina Reijn als gastvrouw in het hotel
- Pierre Bokma als bestuurslid bij voetbalvereniging Swift
- Hans Kesting als barman bij voetbalvereniging Swift
- Youp van 't Hek als scheidsrechter bij voetbalvereniging Swift
- Jon Karthaus als Paulo, verkoper in coffeeshop
- Geraldine Kemper als klant in kledingwinkel
- Kees Hulst als verkoper kledingwinkel
- Teddy Cherim als Teddy
- Sergio IJssel als Winston
- Chrisje Comvalius als moeder van Winston
- Olga Zuiderhoek als buurvrouw van Mario en Marlon
- Sven de Wijn als klant in café